# 杉山三郎 (レスリング)
杉山 三郎（すぎやま さぶろう、1946年4月13日 -  ）は、日本のアマチュアレスリング選手、指導者。至学館大学（当時は中京女子大学）にレスリング部を立ち上げ、全日本チームのコーチも務めた。

## 経歴

### 選手時代
三重県に生まれる。高校時代は柔道の選手で、日本体育大学に進んでからレスリングを始め、大学在学中の1967年にグレコローマン52kg級で全日本レスリング選手権大会に優勝した。1969年にレスリング世界選手権に初出場し、このときは2回戦敗退だったが、1970年の大会で銀メダルを獲得した。しかし、1972年ミュンヘンオリンピック出場を逃し、1974年の第29回国民体育大会での優勝を飾った。これを最後に選手生活を引退した。

### 指導者時代

#### 松阪工業高校
※年代的に一部選手時代と重複する。
杉山は1969年4月に三重県立松阪工業高等学校に教員として赴任し、同校に三重県の高等学校で初のレスリング部を創部した。同年の第24回国民体育大会（長崎県）に参加し、本人は一般の部（グレコローマン52kg級)で優勝。かつ高校生2人を1位、1人を3位に入賞させ、国体におけるスポーツ弱小県であった三重県に初の天皇杯（優勝）をもたらした。
好成績の一因は長崎国体から高校男子にグレコローマンが導入されたことと指導者杉山と対格の近い選手に徹底した技術指導したことが功を奏した。
52kg級でこの年と翌年の第25回国民体育大会（岩手県）に連覇した宇野勝彦は、のちに日本体育大学に進み、全日本学生選手権に3度優勝した後に体育教員として三重県へ戻り、三重県立四日市四郷高等学校にレスリング部を創設して多くの選手を輩出した。宇野は教職を退いた後も個人でレスリングクラブを創設して指導を続けた。

#### 中京女子大学（監督）
引退後の杉山は、実業界に転じてレスリングとは離れていたが、日本レスリング協会理事長の笹原正三に声をかけられ、始まって間もない女子レスリングの指導の道へ進むことになった。笹原は、同じスポーツマンクラブのメンバーでもある飯塚鉄雄（至学館大学副学長で、に東京都立大学名誉教授）から「本学は体育学部があるにもかかわらず、看板になる競技スポーツがない」との相談を受け、女子レスリングは必ずオリンピックの正式種目になるとの見込みからレスリング部の創部を提案し、指導者に杉山を推薦した。学長の谷岡郁子との面接には、笹原、飯塚の両名が同席し、杉山の就任が決まった。1988年に愛知県名古屋市にある中京女子大学附属高等学校へ赴任した杉山は、さっそくレスリング部を創設するが、道場はなかったので、マット6枚程度を敷くのが限度というスペースに練習のたびにマットを出し入れする毎日だった。

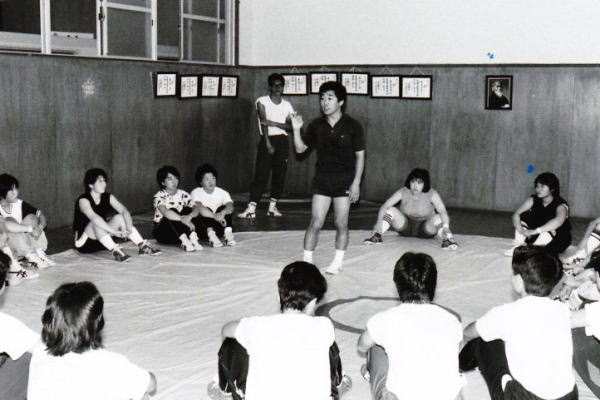
中京女子大附属高校にレスリング部を立ち上げた杉山三郎

翌1989年に中京女子大学の専任講師となり、同大学にもレスリング部を創部する。だが、こちらでも専用の練習場所はなく、芝生の上で練習したり、剣道部が使っているスペースの隅を間借りした。ある大学職員からは「ただでさえ評判の悪い大学なんですよ。レスリングなんてとんでもない。さらに評判を落とさないでください。レスリングなんてやめてください! 」という言葉をかけられたという。対外的には「レスリング部」と名乗っていたが、部に昇格するには、「同好会で3年以上」とう実績や部員数などの規則があり、それを満たすまでは「同好会」だった。そのため大学からの予算はなく、大会に出場する時の経費はすべて自費だった。ただ、バブル景気の当時は企業が積極的にスポーツに参入しており、杉山もリプレ化粧品のスポンサードを得て、練習・遠征にかかる自己負担分を軽減することができ、「年間100万円から200万円の援助がありました。金の心配をすることなく合宿に行けて助かりました」と述懐している。
57kg級の日本チャンピオン坂本涼子が創部とともに入学した。坂本はそれ以前に全日本選手権大会で3連覇しており、入学した1990年大会で4連覇を達成する。坂本を指導した実績も買われて1991年から全日本チームの強化委員に就任し、所属を越えて指導に携わる。坂本は1991年に全日本女子選手権で5連覇を達成した。坂本はひざの負傷で1991年は競技から離れたものの翌年復帰し、杉山とともに臨んだフランスでの世界女子選手権では優勝を飾った。

#### 中京女子大学（顧問）

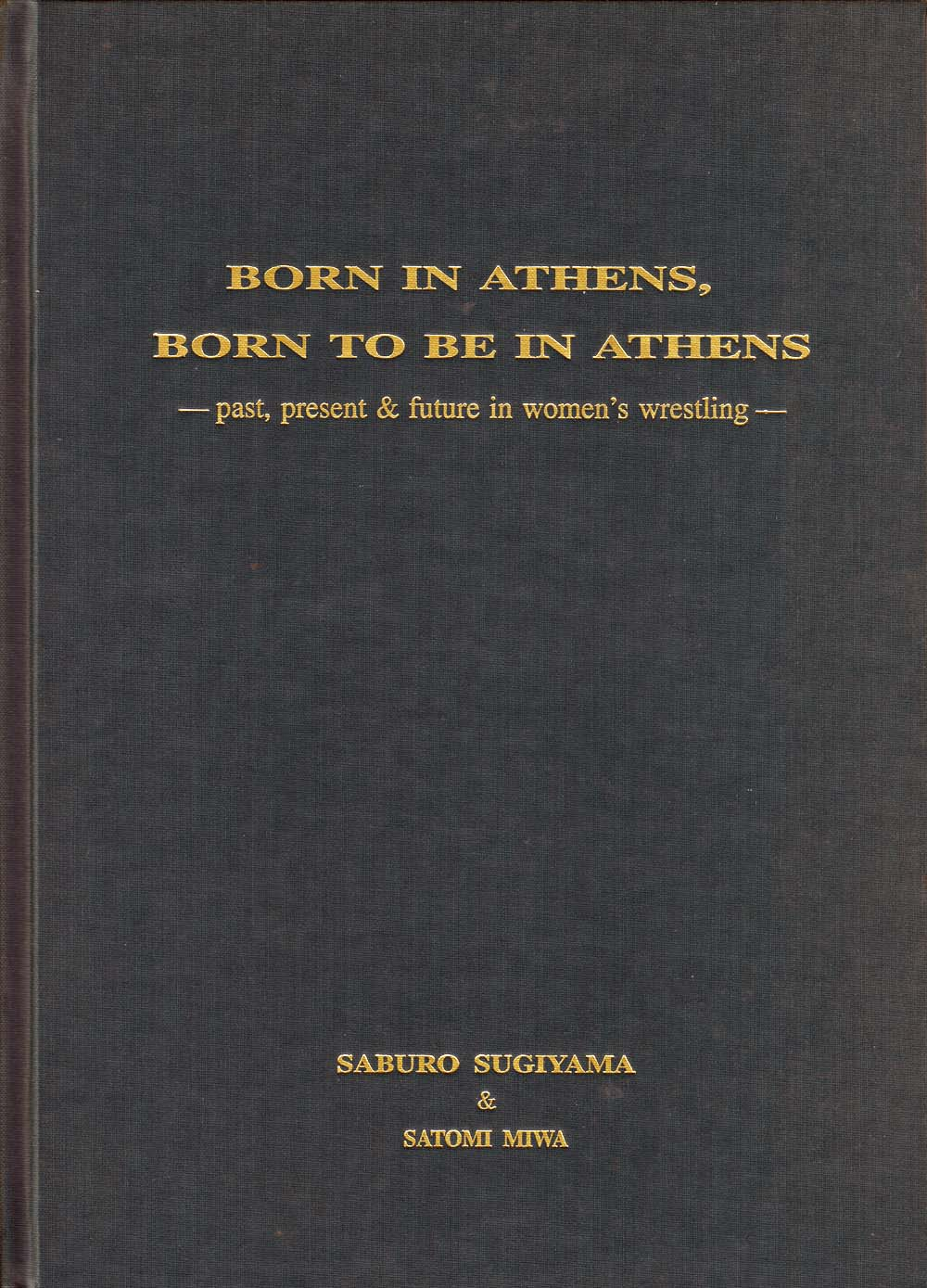
英語による女子レスリングの歴史書『BORN IN ATHENS, BORN TO BE IN ATENS』

1996年、坂本涼子がソウル五輪・男子フリースタイル62kg級代表の栄和人と結婚。栄は所属していた京樽を退職し、中京女子大学附属高校の教員に赴任し、大学・高校の指導をスタート。杉山は「中途半端な気持ちにならないように」との理由で、自分の下のコーチではなく、監督職を譲り、チームの指揮権を全面的に委譲した。自らは顧問としてチームを統括した。栄は全国の有望選手勧誘を担当し、杉山が大学の特待生枠確保を担当。多くの有望選手の獲得に成功し、この中には、のちのオリンピック4連覇の伊調馨、同3連覇の吉田沙保里も含まれ、その後の躍進につながった。
1990年代中盤の杉山は、語学力と独自のルートを使って外国と積極的に交流をおこない、レベルの上がってきた外国チームに対抗するための強化対策に生かした。選手強化のほかに、女子レスリングの世界での普及を推進し、オリンピック競技採用に向けた活動を支援した。杉山が開拓して日本と交流を持った国は、スウェーデン、ノルウェー、カナダ、アメリカ合衆国、中国、台湾、韓国、ニュージーランド、ベネズエラ、ギリシャなどがある。英語による女子レスリングの歴史書『BORN IN ATHENS, BORN TO BE IN ATENS』も執筆している。インターネットが世に出始めた1990年代後半から電子メールを使用して外国チームとの連絡を密にし、中国遠征を実行したり、中国チームを日本に呼んで全日本女子オープン選手権に参加させた。
1999年4月にスタートした全日本女子連盟のウェブサイト構築にも関与した。2000年9月にブルガリアで行われた世界女子選手権では、初めて現地からの更新を手がけ、試合結果を日本からリアルタイムで知ることができる仕組みを導入した。日本レスリング協会がウェブサイトをスタートさせたのは2001年8月のことであり、世界選手権のリアルタイム速報はそれより11か月早かった。
顧問は2015年3月まで続けた。この間、オリンピック・チャンピオン７人、世界チャンピオン38人、アジア大会チャンピオン8人、アジア選手権チャンピオン21人（いずれも、のべ人数）を輩出する。同年2月22日に東京で行われた「杉山三郎先生お疲れ様でした会」には、同大学のOGのほか、女子レスリング関係者の約60人が出席した。学長の谷岡郁子は「女子がオリンピック種目になる、という言葉を信じ、学内の反対を押さえてレスリング部を存続させました。いつまでたっても実現せず、だまされました（笑）。8年のはずが16年かかりましたが、オリンピック入りが実現し、つぶれかけていた大学から世界一の選手が出てくれました」と回想した。
発起人の一人の栄和人は「女子レスリングの発展において、杉山先生の功績は語りつくせないほど大きい。（吉田沙保里、伊調馨、小原日登美が）オリンピックで金メダルを取れたのは杉山先生の力がなければありえなかった」と謝意を示した。

## 女子レスリングオリンピック種目化対応
吉田沙保里の入学年（2001年）は、優秀な選手が大量に入学した年であった。杉山は、その理由のひとつは、当時の日本レスリング協会の強化委員長の高田裕司の「女子レスリングはオリンピックに採用されません」という発言にあると考えている。オリンピックの肥大化抑制のため、女子を採用するには男子の出場選手数を減らすことが必要となる。ただでさえ、1996年アトランタオリンピックのあと各スタイル（フリースタイル、グレコローマン）10階級が8階級に減らされて反発があった。
各国の男子指導者は、女子が入れば男子の出場枠と金メダルの数が削減されるため、高田は「女子の採用には断固反対する」との持論を口にしていた。その結果、レスリングの強豪大学は女子選手のスカウトを躊躇した形跡があった。「この流れが中京女子大学有利に働き、多くの優秀な女子選手の勧誘は順調だった」（杉山）。当時の中京女子大学には世界で通じるような有望な競技がなかったため、優秀選手の歓誘枠に余裕があった。2001年9月に女子のオリンピック種目追加が決定したときには、日本で初の女子大学女子レスリングを取り込んだ杉山のチームの喜びは、日本のどのチームよりもその喜びは大きいものであった。
吉田沙保里は小学校時代から全国に名を馳せた有望選手だったものの、中学時代には女子がオリンピック種目ではないという意識もなかったようで、杉山は「無邪気さと純な性格は当時からのものだった」と言う。
伊調馨と姉の伊調千春の姉妹は、吉田ほど全国的な知名度はなかった。彼女達が師匠とあがめる指導者は八戸レスリングクラブ（青森）の沢内和興代表。杉山と全日本学生選手権の決勝を競った相手でもある。よって、「杉山がいる大学ならば」と勧誘に応じてくれた(沢内本人の証言)。妹の伊調馨は高校生一年次より至学館高校に入学、姉の伊調千春は関東にある大学のレスリング部に所属し男子大学生と練習に励んでいた。しかしながら、千春の成績が伸び悩んでいるのを見かねた青森の恩師・沢内和興は所属クラブの移籍を至学館大レスリング部に求めた。大学間の移籍は多くの障壁が有ったが、何よりも本人・伊調千春の強い意思が通じて実現。オリンピック2大会において銀メダルを連続獲得した。

## 人間関係

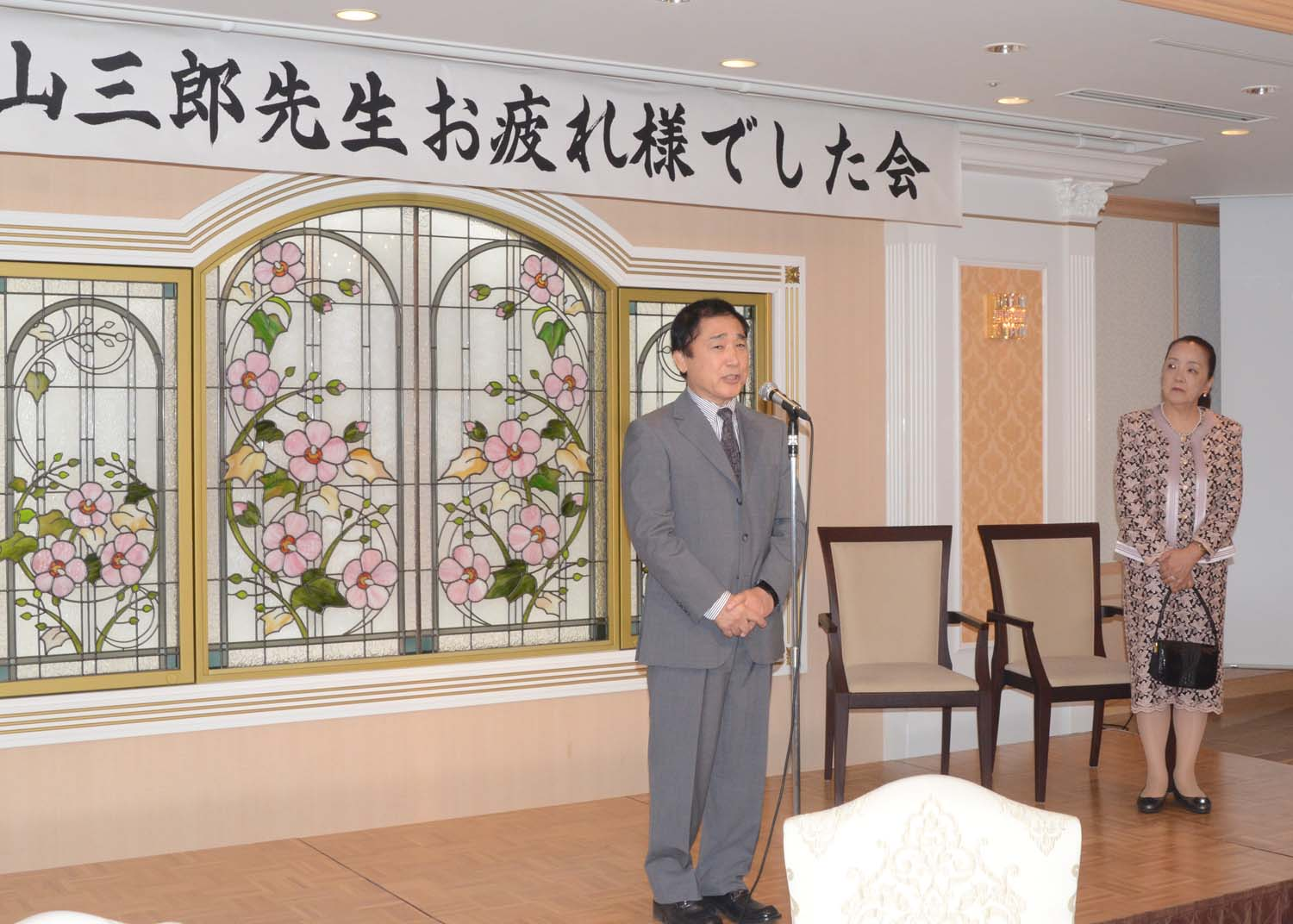
至学館大でのレスリング活動をねぎらわれる杉山三郎

元衆議院議員で、2011年から日本体育大学の理事長を務める松浪健四郎とは日体大レスリング部の同期生である。松浪はレスリング全米チャンピオンと全日本学生選手権者の戦歴を持つ。
栄和人のパワハラ事件の影響により全ての練習場所を使用禁止（2018年春）となった伊調とコーチの田南部力（警視庁＝日体大レスリング部OB、アテネ五輪銅メダル）に練習場を提供したのは、松浪である。
数か月後、松浪より杉山に『貴方の教え子である伊調の特別コーチを委嘱したいとの依頼があり、杉山は受諾した。後日判明した事実であるが、松浪は世界初の女性オリンピック4連覇の偉業を果たした伊調を大学の指導者として迎えたいという大学運営者としての計画であった。